# Xian de Nagarzê
Le xian de Nagarzê (tibétain : སྣ་དཀར་རྩེ་རྫོང་། ; chinois : 浪卡子县 ; pinyin : Làngkǎzǐ Xiàn) est un district administratif de la région autonome du Tibet en Chine. Il est placé sous la juridiction de la préfecture de Shannan.

## Démographie
La population du district était de 33 410 habitants en 1999.

Xian de Nagarzê
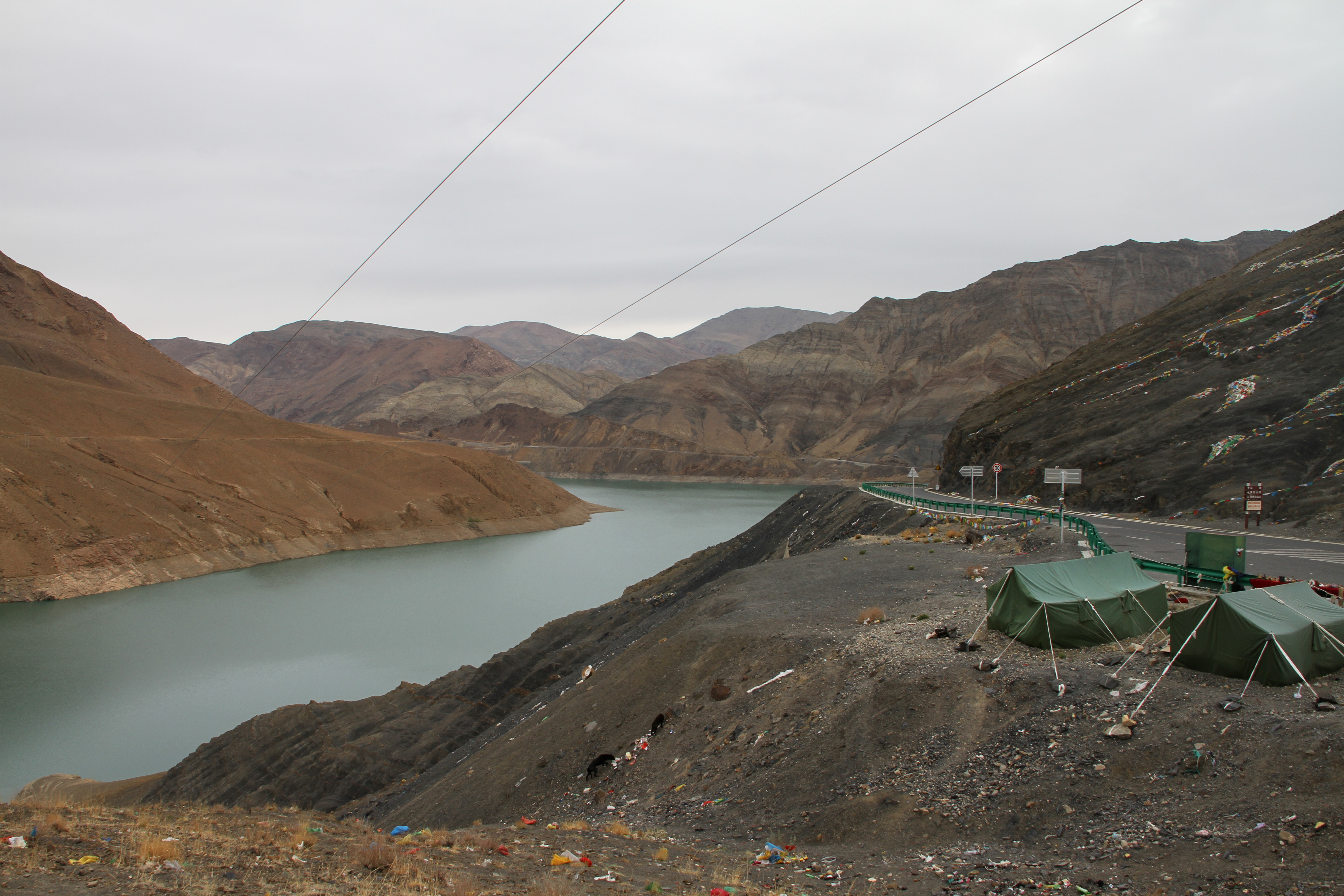
Lac Sim La
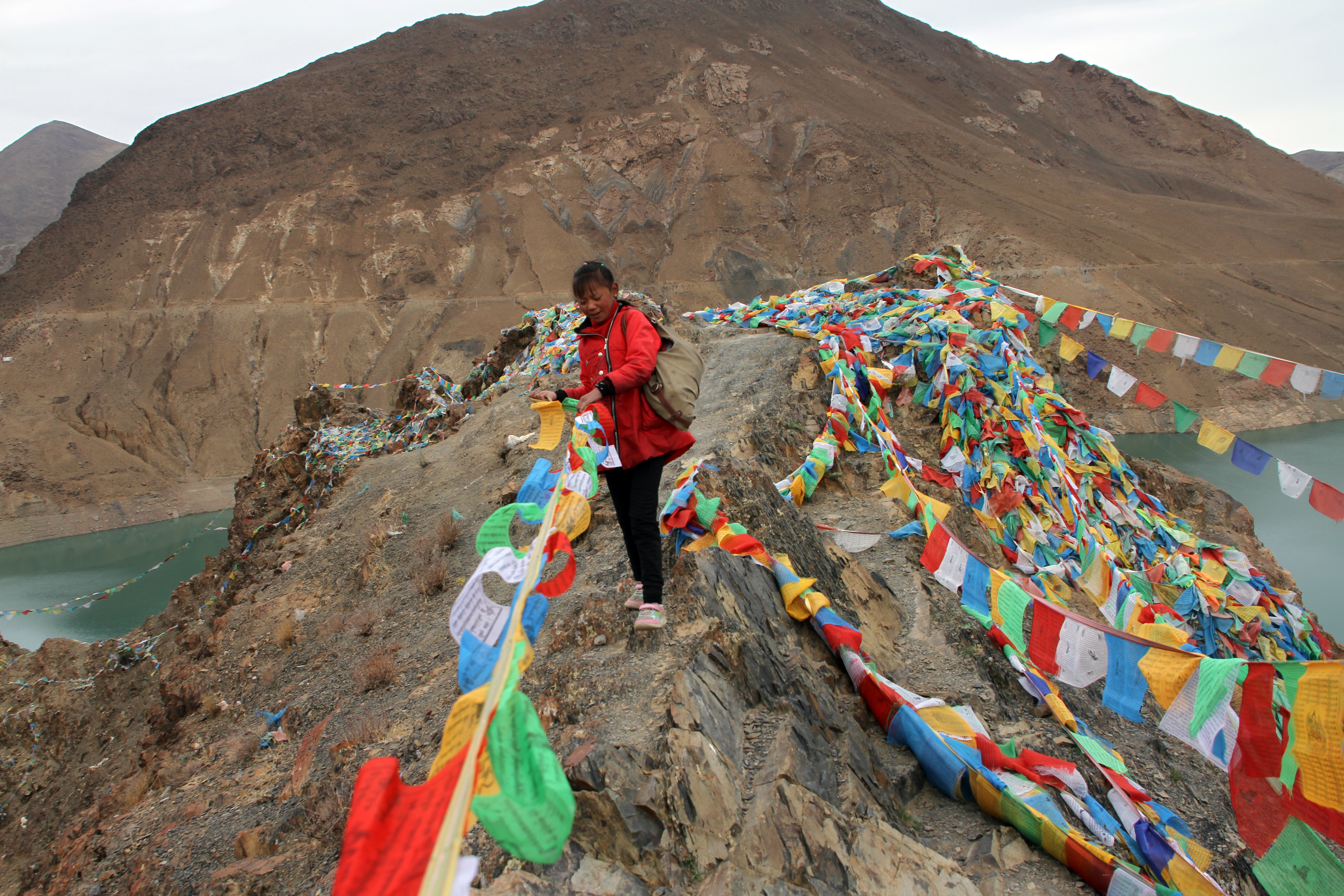
Sim La 4330m
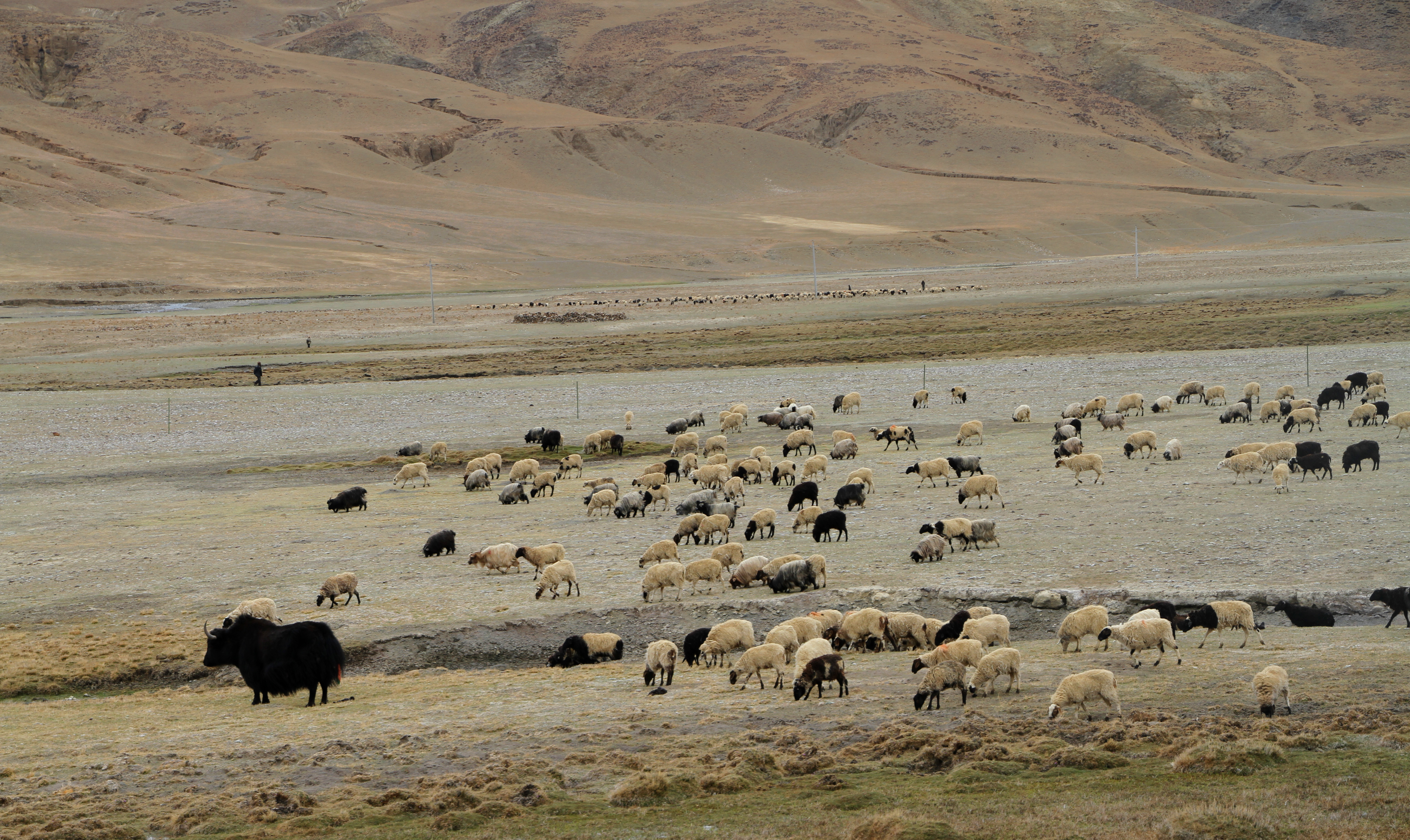
Yaks
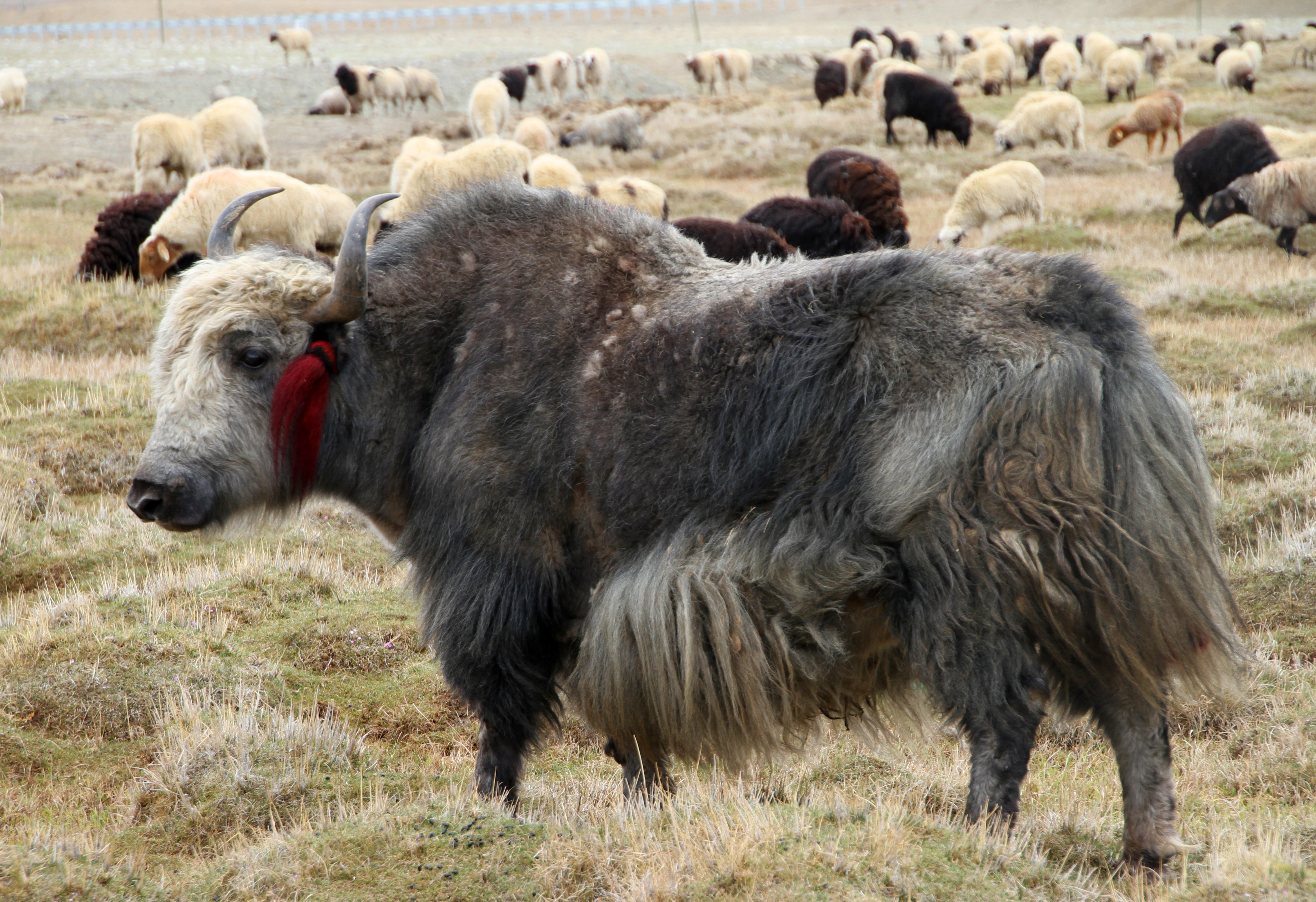
Yak
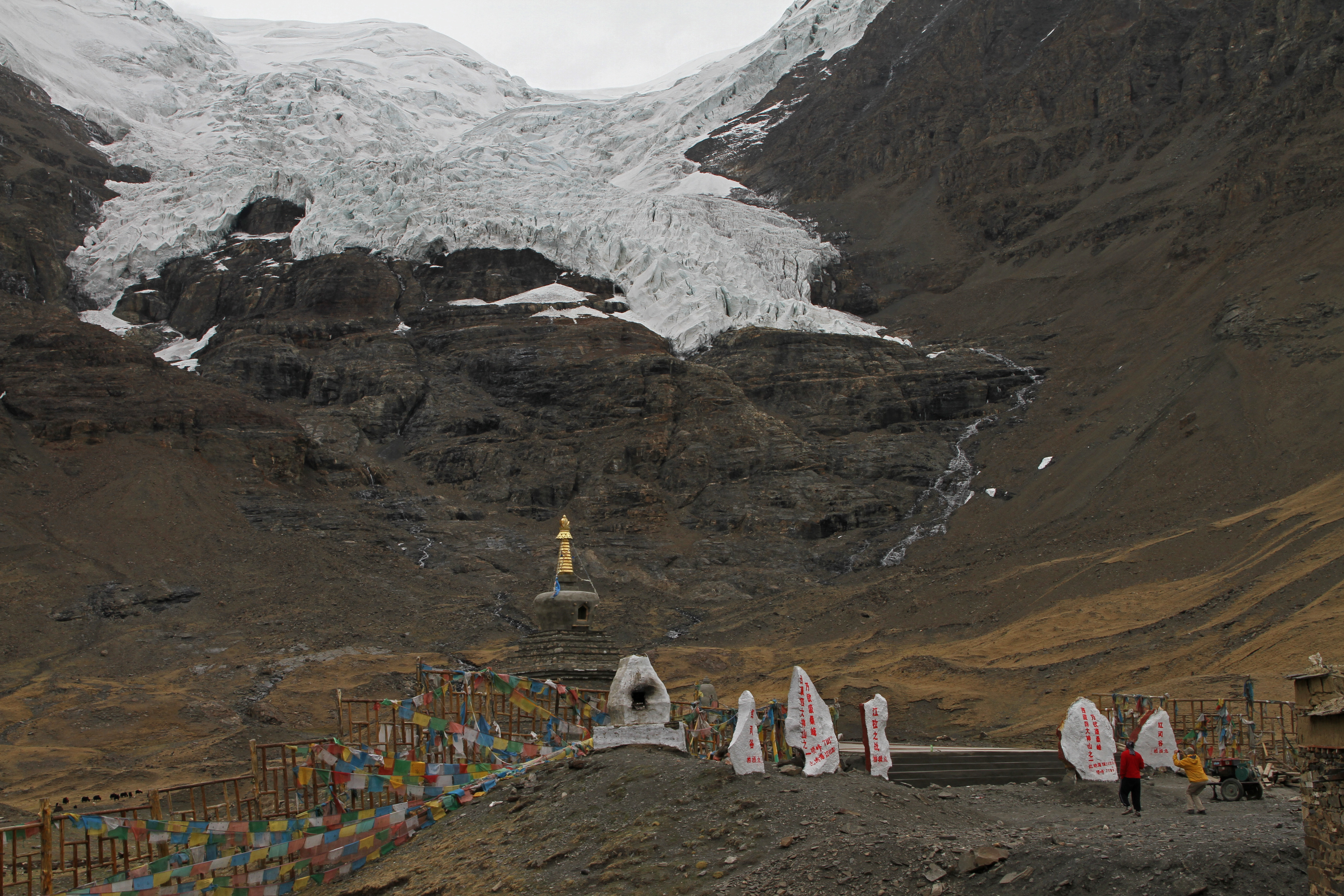
Karo La Glacier
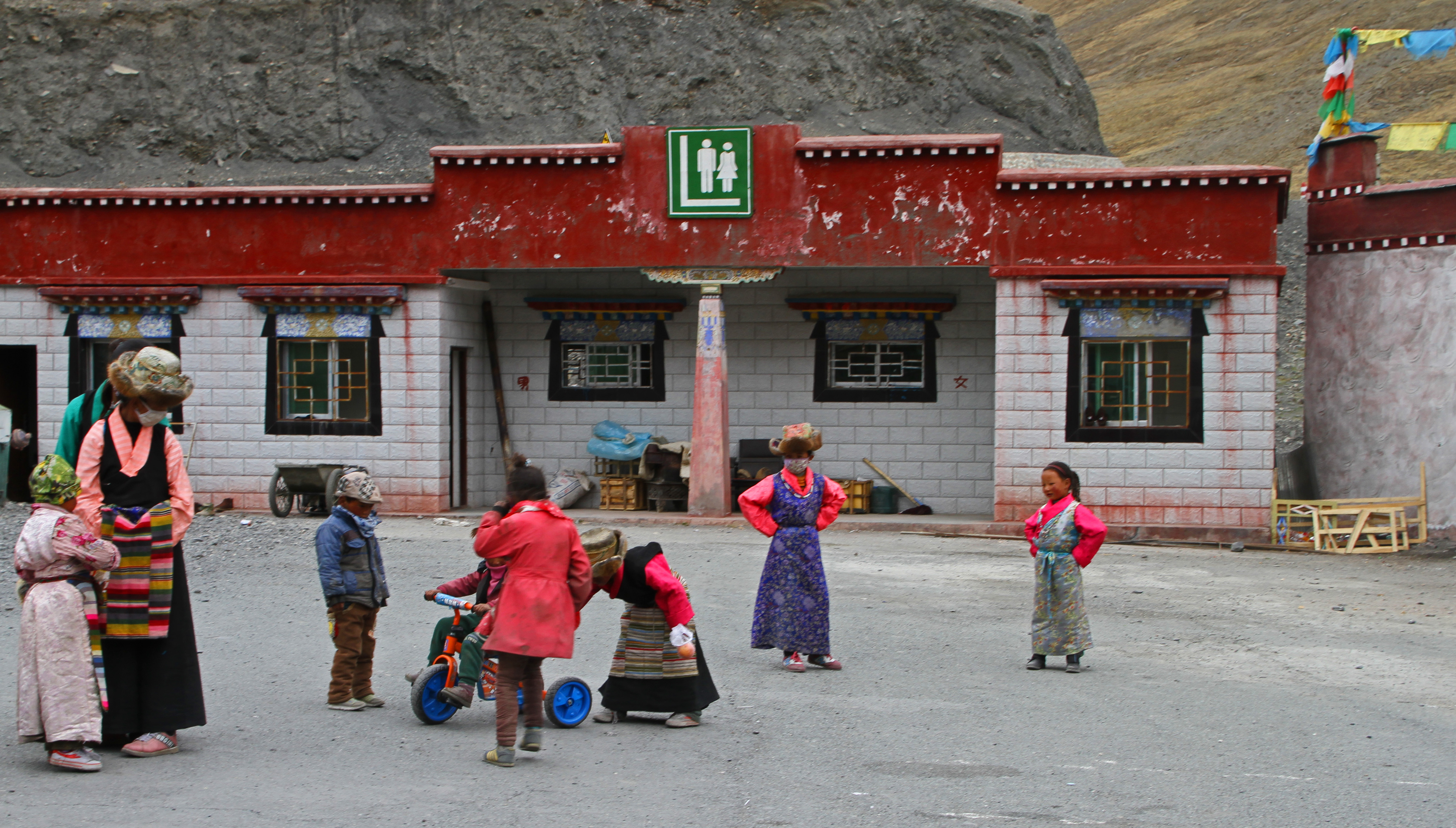
Karo La 5030m
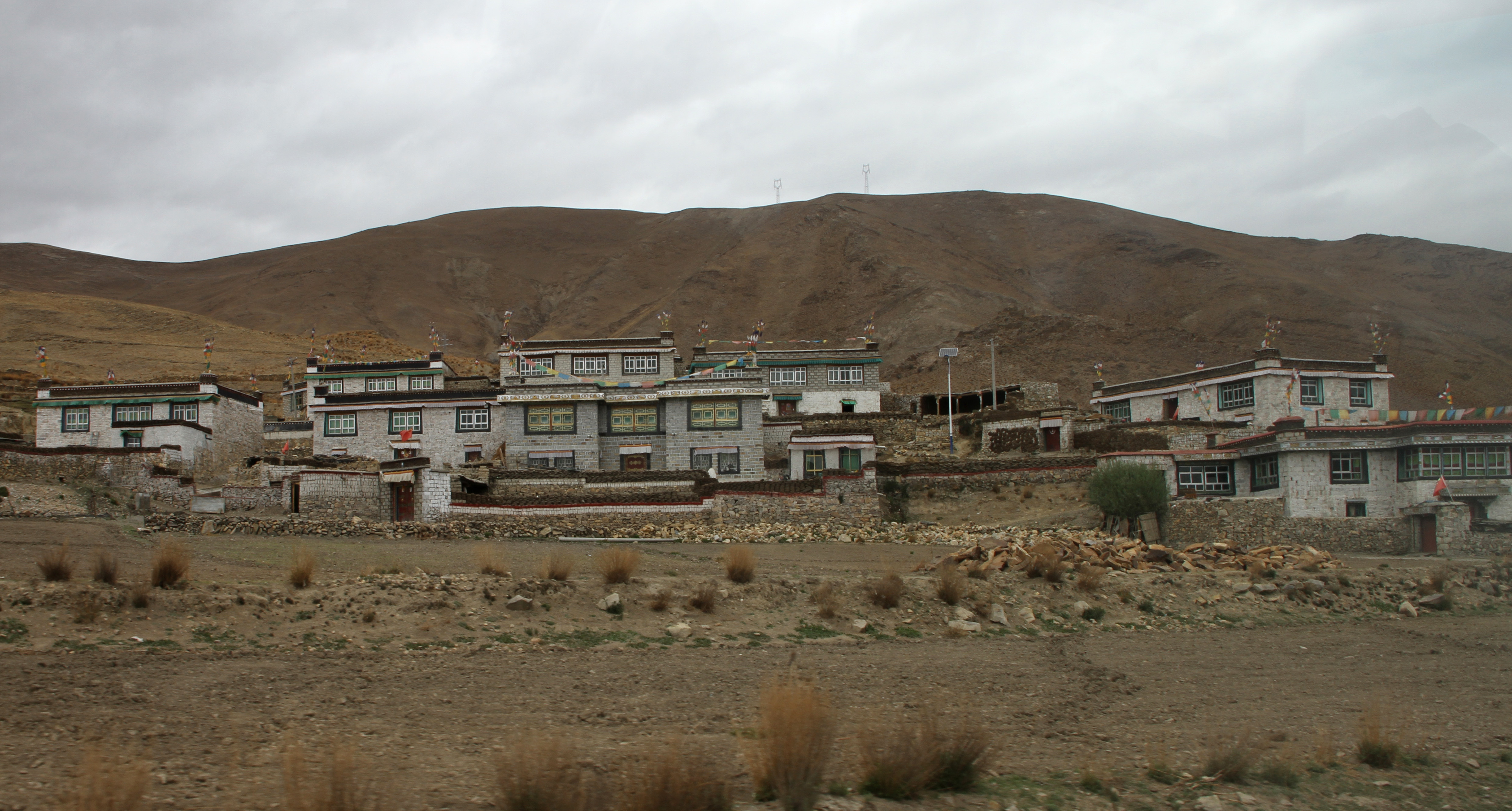
S307
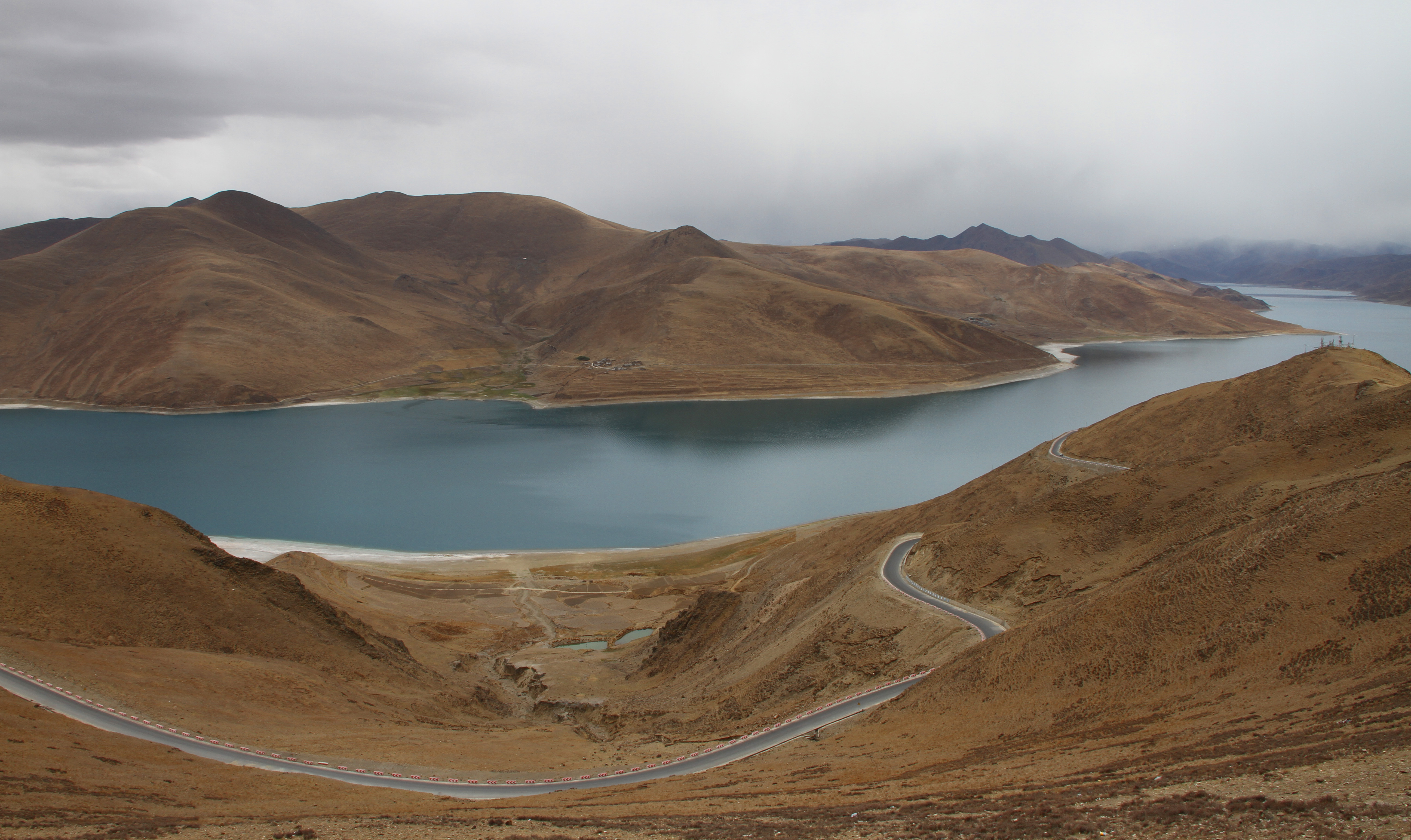
Yamdrok Tso